# Jeu pédagogique
Pour des articles plus généraux, voir Apprentissage par le jeu, Ludopédagogie et Jeu sérieux.
Ne doit pas être confondu avec Jeu éducatif.
En formation d'adulte et en pédagogie, on entend généralement par jeu pédagogique un exercice de simulation ou un jeu de rôles.
- L'exercice de simulation permet l'observation, le maniement, la compréhension de problèmes techniques, économiques ou de situations relationnelles généralement complexes.

- Le jeu de rôles propose aux participants de s'identifier à des personnages, en fonction d'un thème ou d'un scénario ouvert préalablement énoncés. C'est un moyen pédagogique efficace pour acquérir des compétences, en situation de groupe, dans les domaines de la relation pédagogique, de l'entretien et, plus largement, de la communication interpersonnelle.

## Histoire
Depuis les origines de l'éducation préscolaire (c'est-à-dire les jardins d'enfants), le jeu serait associé à celle-ci. En effet, selon le système philosophique d'inspiration romantique antérieur aux développements de la psychologie de l'enfant conçu par Frobel, le jeu jouait un rôle indispensable quant à l'éducation de l'enfant. Et ce, avant la maîtrise de l'écrit puisqu'il est le moyen d'expression privilégié,. L'éducation se veut alors naturelle, où l'éducateur aide la nature (sans la forcer) en donnant à l'enfant l'occasion, à travers le jeu, d'aller le plus loin possible pour s'exprimer.
La frontière entre jeu pédagogique, jeu éducatif et jeu sérieux n'a pas toujours été facile à identifier. En effet, dès les années 1970, on cherche à confondre « apprentissage scolaire » et « apprentissage informel ». Le “jeu sérieux” confond alors plusieurs termes : jeu de plein air, de rôle, de société et puis plus tard, jeu vidéo. Aujourd’hui, le terme “serious games” en anglais désigne spécifiquement les jeux liés au secteur informatique. Celui ci englobe notamment les notions suivantes : immersive learning simulations, educational game, simulation, synthetic learning environments, réalité virtuelle, edutainment, digital game-based learning, persuasive games, etc.
Parmi les « précurseurs » des jeux pédagogiques, figurent deux Français, Frédéric Gagey, Ovide Decroly, et Patrick Rey.
L’histoire du jeu en éducation est difficultueux et aînée. L’humanisme de la Renaissance réuni de façon créatrice le jeu et l’apprentissage. Gargantua, le héros de Rabelais, joue aux cartes pour apprendre les mathématiques ; au XVIIIe siècle, Rousseau suggère d’évoquer les apprentissages de façon divertissante. La réussite d’Émile, son traité d’éducation, fit d'innombrables émules, tels Jean-Paul avec La Levana (1807), pendant tout le XIXe siècle. Autre grande pédagogue du XVIIIe siècle, Madame de Genlis fait du jeu un principe pédagogique systématique. Certains refusent déjà cette « instrumentalisation » du jeu, mais au XIXe siècle le jeu a quitté la sphère de la frivolité pour être sérieux. Le sérieux du jeu est rebondi par les mouvements d’Éducation nouvelle. Apparaît alors le concept  de travail-jeu, qui désire une production.

## Cadres théoriques et fondements psychologiques
De la fin du XIXe au début du XXe siècle, les apports scientifiques (biologie, anthropologie) ont permis de développer plusieurs théories en justifiant le recours au jeu (Ottavi, 2009). Les travaux de Darwin ont fait écho à ceux de la théorie de la récapitulation (pour Piaget, l’évolution de l’enfant reproduit celle de l’espèce humaine) mais aussi à celle du pré exercice (pour Groos, la relation entre jeu et apprentissage est inscrit dans la biologie et le jeu est un lieu d’éducation) (Brougère, 2000). La psychanalyse va être également affectée avec Freud, Klein et Winnicott (2002) : “le jeu de l’enfant sert de support au travail psychanalytique et est reconnu média thérapeutique”.Il « ne peut plus être considéré comme une activité futile ou uniquement récréative »(Bailly, 2001). 
De plus, le constructivisme et la contribution des auteurs tels que Piaget et Vygotski mettent en place le cadre théorique du concept de jeu pédagogique. 
Jean Piaget constate que le jeu est l'une des représentations mentales les plus importantes chez les enfants. En utilisant le jeu, les enfants peuvent développer de nouvelles structures mentales. Parmi les jeux éducatifs identifiés par Piaget on trouve : 
- les jeux d'exercices (au début du stade sensori-moteur entre 0 et 2 ans) ;
- les jeux symboliques (2 à 7 ans) ;
- les jeux à règles (à partir de 4 ans) et
- les jeux de construction.

D’autre part, Lev Vygotski fait une autre classification des jeux :
- jeux d'Exercice (E),
- les jeux Symboliques (S),
- les jeux d'Assemblage (A)
- les jeux de Règles (R).

À partir de cette classification, Denise Garon, crée le système ESAR” et ses collaboratrices Rolande Filion, Manon Doucet. Dernière édition : Le Système ESAR. Pour analyser, classifier des jeux et aménager des espaces.Revu et augmenté par Rolande Filion. Éd. À la page, 2015, 352p.  
Notamment l'approche Vygotskienne mentionne  : “Il est très important pour leurs apprentissages et leur développement que les élèves aient la possibilité d'agir à partir du sens personnel qu'ils attribuent à tout ce qui les entoure". Vygotski a beaucoup insisté sur ce point, indiquant que ce sens s'exprime dans la façon de se poser dans le monde, dans la relation au milieu environnant et aux activités qui s'y déroulent. Vygotski parle ici de « la situation sociale du développement. ». En conséquence, c'est lorsqu'ils participent à leur propre niveau à une activité de jeu - jeu manipulatoire ou jeu de rôles - que les enfants entre quatre et sept ans apprennent le mieux.... Dans cette pédagogie du jeu,l’enseignant a un rôle actif. Il est à la fois un accompagnateur qui assure que toutes les conditions sont au profit de l’apprenant et en même temps il participe aux activités présentées à ce dernier. 
La psychologie du développement appliquée au jeu (Vygotski, 1967, Bruner, 1983) utilise le jeu afin de favoriser le développement social, psychomoteur, personnel et cognitif de l’enfant 
« Les jeux peuvent donc être considérés comme des activités dans lesquelles les enfants se construisent personnellement en développant leurs capacités et compétences (Piaget, 1932, 1945, Vygotski, 1967, Winnicott, 1975, Bruner, 1983, Johnsen, 1991, Goldstein, 1994), tout en expérimentant le monde social, les systèmes de valeurs, normes, règles (réciprocité, justice, coopération, compétition, etc.) et rapports sociaux (d’âge, de sexe, de classe, de rôle, etc.) ».

## Définitions

### Jeux
Les jeux ludiques, plus communément appelés “jeux”, ne sont pas sujet à apprendre. Ils sont source de liberté, de joie et de plaisir et s’accomplissent en un temps et un espace définis, hors du temps et du lieu scolaire (J. Huizinga). C’est une activité qui a été choisie, témoignant d’une motivation intrinsèque et d’un engagement actif de la part du joueur.
Selon N. De Grandmont, il est caractérisé par « l’irréversibilité de leurs actions et par l’imprévisibilité de leurs contenus ».
Le jeu se définit comme une activité physique ou mentale,  ayant pour but principal de produire du plaisir. Cette activité suppose l’engagement actif de la part du joueur et est librement choisie.  

### Jeux pédagogiques
“Un jeu pédagogique (pour « Classroom experiment » ou « Classroom game ») peut quant à lui, être perçu comme une phase de réinvestissement ou de stabilisation des connaissances, généralement réalisé en salle de classe”. “On attend du joueur l'appel à des démarches expertes face à une démarche d’ordre pédagogique (et non de recherche)”.
La notion de plaisir reste présente à travers l’envie de se dépasser, se performer, se défier et vérifier ses connaissances. Ainsi, le travail se confond au plaisir de jouer.
Selon R. Caillois, le jeu pédagogique possède deux fonctions fondamentales :
- “L’agôn”, c'est- à- dire la compétition introduisant les notions de défaite et de victoire.
- “Le Mimicry”, la situation, créant une illusion pour les acteurs.

De plus, celui-ci se distingue du jeu dans la mesure où les notions de hasard (chance, dés, etc.), de vertige (étourdissement), quiz et jeux de rôles laissent au joueur une faible marge de manœuvre.
La notion du  jeu pédagogique en formation des adultes renvoie à un exercice de simulation ou à un jeu de rôles :
- Exercice de simulation permet l'observation, le maniement, la compréhension de problèmes techniques, économiques ou de situations relationnelles généralement complexes.
- Le jeu de rôles propose aux participants de s'identifier à des personnages, en fonction d'un thème ou d'un scénario ouvert préalablement énoncés. C'est un moyen pédagogique efficace pour acquérir des compétences, en situation de groupe, dans les domaines de la relation pédagogique, de l'entretien et, plus largement, de la communication interpersonnelle.

### La différence entre jeux pédagogiques et jeux éducatifs
| Jeu éducatif | Jeu pédagogique |
| --- | --- |
| Selon A. De Grandmont, le jeu éducatif permet de “développer de nouvelles connaissances”. La finalité éducative n’est pas explicite et “le pédagogue sert à réguler l’enthousiasme des joueurs”. Un jeu éducatif se distingue alors comme “une situation artificielle dans laquelle des joueurs, mis en position de conflit les uns par rapport aux autres ou tous ensemble contre d’autres forces, sont régis par des règles qui structurent leurs actions en vue d’un but déterminé, soit de gagner, d’être victorieux ou de prendre sa revanche contre un adversaire.” | Dans un jeu pédagogique, le professeur peut adapter un jeu existant ou en créer un en vue d'atteindre un objectif pédagogique précis. Le jeu pédagogique renvoie aux acquis. Il met à disposition des apprenants des tests qui permettent d’évaluer les connaissances déjà acquises et favorise leurs renforcement. «Le jeu pédagogique est davantage un jeu où le plaisir est presque absent ou, à tout le moins, rapidement orienté vers des formes de réussites qu'on peut nommer performances.» |

## Typologie des jeux pédagogiques
Le jeu de simulation est le croisement du jeu de rôle et de la simulation. Il conserve ses caractéristiques et ses valeurs propres à son individualité tout en les transférant dans la situation planifiée. C’est l’environnement autour de lui qui est différent. 
Selon la typologie de Chamberland et Provost, la simulation est "pédocentrée", il n'y a pas de tendance marquée pour l'organisation du groupe et elle est fortement médiatisée.

## Les bénéfices des jeux pédagogiques

### Le jeu fournit des repères culturels
Le jeu est objet et forme de culture. Il s’agit d’une « culture riche, complexe et diversifiée », constituée de contenus (jeux) et de procédures (manières de jouer). Pour se faire accepter dans le jeu, l’enfant doit d’abord faire preuve de connaissances et de compétences.
Un processus d’apprentissage social commence alors, lorsque le jeune enfant “suit et observe les enfants plus âgés ou plus compétents en matière de jeu, acquiert des comportements ludiques et apprend les règles du jeu.”.

### Le jeu favorise les apprentissages
Premièrement, en jouant, l’enfant apprend à apprendre de façon humaine : il entre dans le monde des signes et s'approprie notre civilisation qui, faut-il le rappeler, en est une de signes. D’ailleurs, dans une perspective vygotskienne, « le développement humain est essentiellement un développement culturel fondé sur l’acquisition de moyens symboliques de la culture ».
Deuxièmement, le jeu donne un sens aux apprentissages. Le lien entre le jeu et les apprentissages se présente comme un lien de type cause à effet où le jeu est la cause des apprentissages. Pour jouer, les enfants ont besoin de connaissances de la réalité, connaissances qu’ils combinent, échangent et transformeront lors du jeu.
Troisièmement, le jeu favorise le développement global de l’enfant, et cela, à un tel point qu’il est considéré comme un signe de bonne santé mentale. Il contribue à l’acquisition des compétences transversales d’ordre social, affectif et cognitif qui constituent les bases psychologiques de l'apprentissage.

### Le jeu donne le goût de l'école
Le pouvoir de l'éducation est entre autres de faire des différents cycles scolaires un rite de passage qui donne le goût de l’école. Par sa nature optimiste, le jeu offre les meilleures conditions pour réaliser ce pouvoir. En tant qu’activité spontanée, il satisfait le besoin d’action et d’expression et, par le fait même, procure du plaisir.
En somme, presque tous les auteurs mentionnent que “les jeux aident à développer des habiletés de coopération, de communication et de relations humaines et qu’ils ont un effet positif sur l’apprentissage, tout ordre d’enseignement confondu.” Toutefois, Vail (2001) mentionne que la collaboration entre pairs dans le jeu peut amener les participants à tenter de dominer leurs confrères ou leurs consœurs de classe.

### Développer des compétences de communication et de coopération
Parmi les compétences développées en communication et coopération figurent la capacité de tisser des liens en développant l’esprit d’équipe et en entrant en relation avec les autres. C’est en négociant, en discutant, en collaborant, en partageant des idées et des émotions qu’il est en effet parfois même possible de créer des liens d’amitiés et un désir de compétitivité.

### Structuration des connaissances
Grâce aux jeux pédagogiques, l’apprenant est capable d’organiser ses connaissances, 
et ses représentations dans le but de mieux comprendre à nouveau concept étudié. Ainsi, ils facilitent  la construction des schémas qui l'aident dans la résolution des problèmes et de créer des liens entre les différents concepts étudiés. 

### Intégration des connaissances
Les jeux pédagogiques aident les apprenants à faire le lien entre les notions théoriques et les situations pratiques associées à ces notions. Autrement dit, ils leur permettent de mobiliser les connaissances acquises théoriquement qu’ils n’ont pas eu la chance de les pratiquer.